# Meet the Robinsons (datorspel)
Meet the Robinsons refererar till tre olika videospel baserat på en film med samma namn.